# Expedice Neznámo
Expedice Neznámo, někdy také Expedice do Neznáma (v anglickém originále: Expedition Unknown) je americký reality televizní seriál produkovaný společností Ping Pong Productions. Sleduje průzkumníka, archeologa a televizního moderátora Joshe Gatese při jeho pátrání po záhadách a legendách. Seriál měl premiéru 8. ledna 2015 a původně byl vysílán na Travel Channel, než se v roce 2018 přesunul na Discovery Channel.

## Historie
Expedice Neznámo měla premiéru 8. ledna 2015 na Travel Channel a vysílala se zde čtyři sezóny až do roku 2017. Na začátku páté sezóny v roce 2018 se seriál přesunul na kanál Discovery Channel. V únoru 2020 měl na Discovery premiéru spin-off Expedice X. Seriál se zaměřuje na paranormální jevy a moderují ho Josh Gates s Philem Torresem, Jessicou Chobot (1.–7. sezóna) a Heather Amaro (8. sezóna a dále). 
V dubnu 2020 měl Josh Gates premiéru pořadu Josh Gates Tonight, talk show vysílaná na kanálu Discovery, která vznikla jako náhradní program během pandemie Covidu-19. V pořadu Gates prostřednictvím videokonference rozhovory s celebritami. Poslední série byla vysílána v roce 2022.

## Sezóny
| Sezóny                                       | Epizody       | Epizody       | Původně vysíláno   | Původně vysíláno   |
| Sezóny                                       | Epizody       | Epizody       | Poprvé vysíláno    | Naposledy vysíláno |
| -------------------------------------------- | ------------- | ------------- | ------------------ | ------------------ |
| 1                                            | 12            | 12            | 8. ledna 2015      | 2. dubna 2015      |
| 2                                            | 20            | 20            | 7. října 2015      | 22. června 2016    |
| 3                                            | 18            | 18            | 2. listopadu 2016  | 14. června 2017    |
| 4                                            | 10            | 10            | 27. prosince 2017  | 28. února 2018     |
| 5                                            | 7             | 7             | 30. května 2018    | 6. září 2018       |
| 6                                            | 9             | 9             | 7. dubna 2019      | 29. května 2019    |
| 7                                            | 13            | 13            | 8. srpna 2019      | 31. října 2019     |
| 8                                            | 8             | 8             | 6. února 2020      | 25. března 2020    |
| 9                                            | 6             | 6             | 21. července 2021  | 25. srpna 2021     |
| 10                                           | 14            | 14            | 25. května 2022    | 31. srpna 2022     |
| 11                                           | 8             | 8             | 24. května 2023    | 12. července 2023  |
| 12                                           | 8             | 8             | 15. listopadu 2023 | 3. ledna 2024      |
| 13                                           | 7             | 7             | 19. června 2024    | 31. července 2024  |
| 14                                           | 6             | 6             | 9. října 2024      | 20. listopadu 2024 |
| 15                                           | Bude oznámeno | Bude oznámeno | 18. června 2025    | Bude oznámeno      |
| Expedition Files                             | Bude oznámeno | Bude oznámeno | 30. března 2016    | Bude oznámeno      |
| Expedice Neznámo: Hon na yettiho             | 4             | 4             | 5. října 2016      | 26. října 2016     |
| Expedice Neznámo: Hledání mimozemšťanů       | 4             | 4             | 4. října 2017      | 25. října 2017     |
| Expedition Unknown: Search For The Afterlife | 4             | 4             | 7. října 2018      | 28. října 2018     |
| Expedition Unknown: Aftershows               | Bude oznámeno | Bude oznámeno | 4. října 2017      | Bude oznámeno      |
| Josh Gates Tonight                           | Bude oznámeno | Bude oznámeno | 1. dubna 2020      | Bude oznámeno      |
| Expedice: Návrat do budoucnosti              | 4             | 4             | 15. března 2021    | 15. března 2021    |